# Brevipecten brandbergensis
Brevipecten brandbergensis is een vlinder uit de familie spinneruilen (Erebidae). De wetenschappelijke naam is voor het eerst geldig gepubliceerd in 2004 door Hacker.
De soort komt voor in tropisch Afrika.